# Principios de Madrid

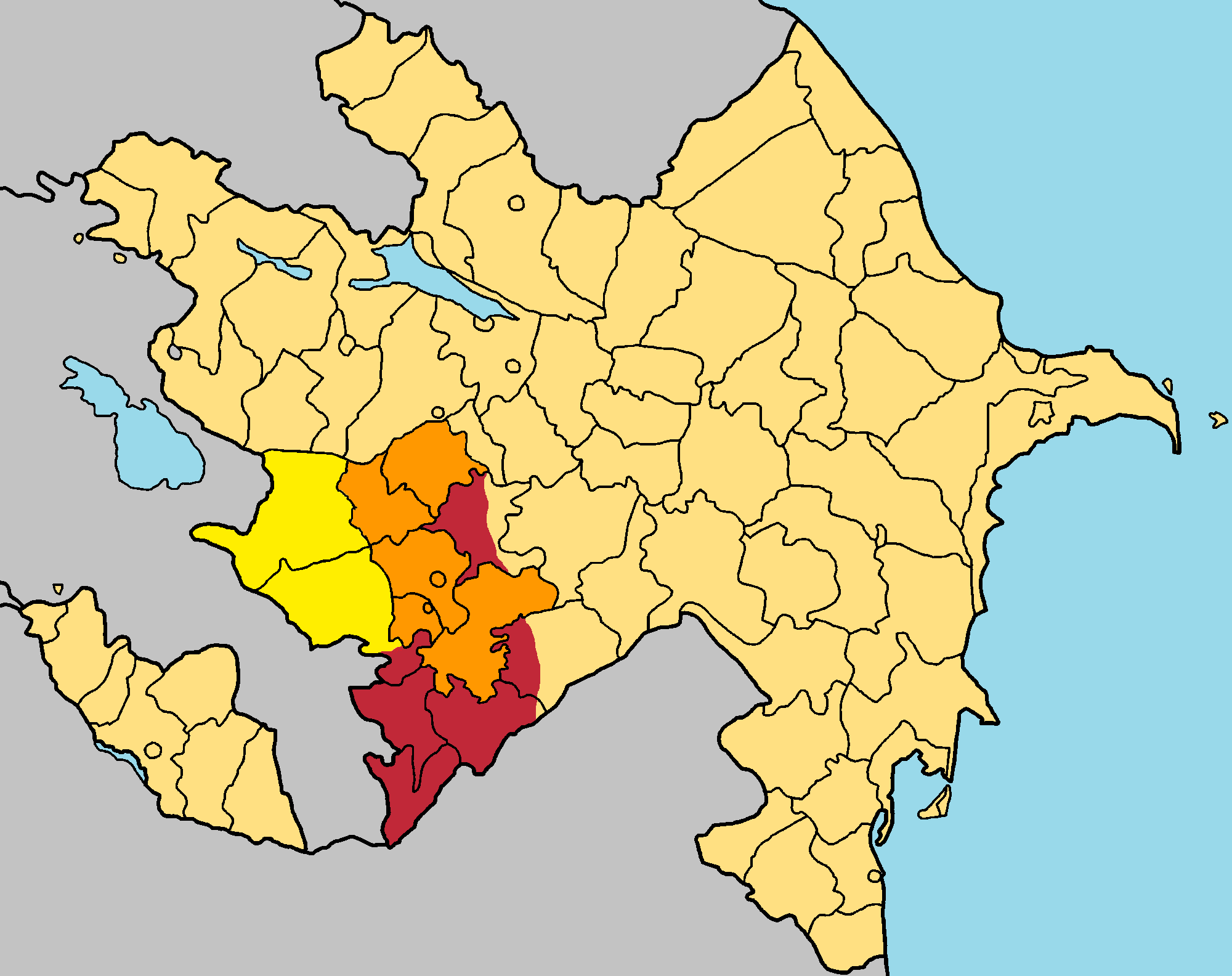
Territorios que rodean el Alto Karabaj bajo control azerbaiyano
Un corredor uniendo Armenia con Nagorno-Karabakh
Región autónoma del Alto Karabaj
Resto de Azerbaiyán

Los Principios de Madrid son uno de los acuerdos de paz propuestos para el conflicto del Alto Karabaj. La propuesta fue presentada por los ministros de asuntos exteriores de Armenia y de Azerbaiyán en conferencia ministerial de la Organización para Seguridad y Cooperación en Europa (OSCE) celebrada en Madrid en noviembre de 2007.
Los acuerdos se originaron a partir de una versión revisada de la propuesta de acuerdos para la paz presentada por los estados del Grupo de Minsk de OSCE  (Francia, Rusia y los Estados Unidos) en verano de 2006. 
Los representantes de Armenia y de Azerbaiyán coincidieron en varios puntos del acuerdo aunque difirieron en la fecha límite de la retirada de las fuerzas armenias de los territorios ocupados o en los mecanismos de decisión para decidir el futuro estatus de Nagorno-Karabakh (Alto Karabaj).
En agosto de 2016, el Comité Nacional Armenio de Estados Unidos (ANCA, por sus siglas en inglés)—el lobby armenio de Estados Unidos—lanzó una campaña contra los Principios de Madrid, reclamando los Principios de Madrid basaron en la Conferencia de Helsinki eran "temerario" y "antidemocráticos", pidiendo que la administración Obama los rechazase.

## Principios
En julio de 2009, surante la del G8 celebrada en L'Aquila (Italia), los tres copresidentes del Grupo de Mink de la OSCE, Medvédev, Obama y Sarkozy, lanzaron una declaración que instó a los presidentes de Armenia y Azerbaiyán, Serzh Sargsyan y Ilham Aliyev, a "resolver sus diferencias y finalizar su acuerdo en base a estos Principios Básicos.".
De acuerdo a ese anuncio, los Principios Básicos para la solución del conflicto en el Nagorno-Karabakh están basados en la Conferencia de Helsinki de 1975. Estos principios son la No-Utilización de la Fuerza, la Integridad Territorial y la Igualdad de Derechos y Autodeterminación de los Pueblos.
La declaración antes mencionada también reveló los seis elementos para el acuerdo:
1. Regreso de los territorios que rodean el Alto Karabaj bajo control azerbaiyano;
2. Un estado interino para el Alto Karabaj con garantías para su seguridad y autogobierno;
3. Un corredor que enlace Armenia con el Alto Karabaj;
4. Futura determinación sobre el estatus legal final del Alto Karabaj a través de la expresión de la voluntad del territorio;
5. El derecho de los desplazados y refugiados a volver a sus antiguos lugares de residencia; y
6. la puesta en marcha de una operación de mantenimiento de la paz por parte de las fuerzas de seguridad internacionales.